# Vlaams Gewest
Het Vlaamse Gewest is een gebiedsgebonden overheid in België. Het werd op 8 augustus 1980 bij wet vastgesteld, evenals het Waalse en het Brusselse gewest. Meestal wordt het Vlaamse Gewest (met of zonder het Brussels Hoofdstedelijk Gewest) gewoon Vlaanderen genoemd. Het gewest is een deel van de Belgische structuur van gemeenschappen en gewesten. De officiële taal is het Nederlands. Door de onmiddellijke fusie van de Vlaamse gewestelijke en gemeenschapsinstellingen (wat bij het Waalse Gewest en de Franse Gemeenschap niet het geval is) bestaan er in praktijk geen aparte diensten, noch bestuursraden, noch een deelregering voor het Vlaamse Gewest. De bevoegdheden van het gewest zijn vastgelegd in de Belgische Grondwet en de Bijzondere Wet op de Hervorming van de Instellingen. Het Vlaamse Gewest heeft geen bevoegdheden in Brussel.

## Brussel en Vlaanderen
Bij de oprichting van het Vlaamse Gewest en de Vlaamse Gemeenschap werden beide onmiddellijk samengevoegd.
Deze constructie resulteerde in de ambigue rol die Brussel heeft als hoofdstad van Vlaanderen. Vlaanderen, als overkoepelende term voor het Vlaamse Gewest en de Vlaamse Gemeenschap, heeft een regering en een parlement die zetelen in Brussel. Daarentegen zetelt de Waalse regering in het in Wallonië gelegen Namen. Brussel behoort evenwel tot het Brussels Hoofdstedelijk Gewest.

## Structuur
Het Vlaamse Gewest is opgedeeld in 5 provincies, 22 administratieve arrondissementen, 35 provinciedistricten, 103 kantons en 300 gemeenten.
|   | Provincie       | Hoofdplaats | Bevolking (1/1/2024) | Opp. km²  | Inwoners per km² |
| - | --------------- | ----------- | -------------------- | --------- | ---------------- |
| 1 | Antwerpen       | Antwerpen   | 1.926.522            | 2.876,12  | 669,8            |
| 2 | Limburg         | Hasselt     | 900.098              | 2.427,43  | 370,8            |
| 3 | Oost-Vlaanderen | Gent        | 1.572.002            | 3.007,05  | 522,8            |
| 4 | Vlaams-Brabant  | Leuven      | 1.196.773            | 2.118,35  | 565,0            |
| 5 | West-Vlaanderen | Brugge      | 1.226.375            | 3.196,59  | 383,7            |
| 6 | Totaal          |             | 6.821.770            | 13.625,54 | 500,7            |

| Vlaams Gewest    | Vlaams Gewest    | Supranationaal         | Nationaal              | Nationaal                                                              | Gemeenschap                                                            | Gewest                                                                 | Provincie                                                              | Arrondissement  | Provinciedistrict | Kanton          | Gemeente        | District         |
| ---------------- | ---------------- | ---------------------- | ---------------------- | ---------------------------------------------------------------------- | ---------------------------------------------------------------------- | ---------------------------------------------------------------------- | ---------------------------------------------------------------------- | --------------- | ----------------- | --------------- | --------------- | ---------------- |
| Administratief   | Niveau           | Europese Unie          | België                 | België                                                                 | Vlaanderen                                                             | Vlaanderen                                                             | Antwerpen Limburg Oost-Vlaanderen West-Vlaanderen Vlaams-Brabant       | 22              | 22                | 22              | 308             | 9                |
| Administratief   | Niveau           | Europese Unie          | België                 | België                                                                 | Vlaamse Gemeenschap                                                    | Vlaams Gewest                                                          | Antwerpen Limburg Oost-Vlaanderen West-Vlaanderen Vlaams-Brabant       | 22              | 22                | 22              | 308             | 9                |
| Administratief   | Bestuur          | Europese Commissie     | Belgische regering     | Belgische regering                                                     | Vlaamse regering                                                       | Vlaamse regering                                                       | Deputatie                                                              | Deputatie       | Deputatie         | Deputatie       | Gemeentebestuur | Districtscollege |
| Administratief   | Raad             | Europees Parlement     | Senaat                 | Kamer van volksvertegenwoordigers                                      | Vlaams Parlement                                                       | Vlaams Parlement                                                       | Provincieraad                                                          | Provincieraad   | Provincieraad     | Provincieraad   | Gemeenteraad    | Districtsraad    |
| Kiesomschrijving | Kiesomschrijving | Nederlands Kiescollege | Nederlands Kiescollege | Antwerpen, Limburg, Vlaams-Brabant, Oost-Vlaanderen en West-Vlaanderen | Antwerpen, Limburg, Vlaams-Brabant, Oost-Vlaanderen en West-Vlaanderen | Antwerpen, Limburg, Vlaams-Brabant, Oost-Vlaanderen en West-Vlaanderen | Antwerpen, Limburg, Vlaams-Brabant, Oost-Vlaanderen en West-Vlaanderen | 12              | 35                | 103             | 308             | 9                |
| Verkiezing       | Verkiezing       | Europese               | Federale               | Federale                                                               | Vlaamse                                                                | Vlaamse                                                                | Provincieraads-                                                        | Provincieraads- | Provincieraads-   | Provincieraads- | Gemeenteraads-  | Districtsraads-  |

## Oppervlakte en bevolking
- oppervlakte: 13.625,54 km²; 41,5% van de Belgische oppervlakte
- bevolking: 6.821.770; 58,0% van de Belgische bevolking
- inwoners per km²: 500,7

(cijfers op 1 januari 2024)

### Evolutie van het inwonertal (x 1.000)
Alle historische gegevens hebben betrekking op het huidige gewest zoals ontstaan na het vastleggen van de taalgrens in 1963.
- Bron:NIS - Opm:1831 t/m 1981=volkstellingen; vanaf 1990= inwoneraantal per 1 januari

| Inwoners van jaar tot jaar op 1 januari - 1992 tot heden | Inwoners van jaar tot jaar op 1 januari - 1992 tot heden | Inwoners van jaar tot jaar op 1 januari - 1992 tot heden | Inwoners van jaar tot jaar op 1 januari - 1992 tot heden | Inwoners van jaar tot jaar op 1 januari - 1992 tot heden |
| Jaar                                                     | Aantal                                                   | Index (92=100)                                           | Aandeel% België                                          |                                                          |
| -------------------------------------------------------- | -------------------------------------------------------- | -------------------------------------------------------- | -------------------------------------------------------- | -------------------------------------------------------- |
| 1992                                                     | 5.794.857                                                | 100,0                                                    | 57,8%                                                    |                                                          |
| 1993                                                     | 5.824.628                                                | 100,5                                                    | 57,9%                                                    |                                                          |
| 1994                                                     | 5.846.952                                                | 100,9                                                    | 57,9%                                                    |                                                          |
| 1995                                                     | 5.866.057                                                | 101,2                                                    | 57,9%                                                    |                                                          |
| 1996                                                     | 5.880.268                                                | 101,5                                                    | 58,0%                                                    |                                                          |
| 1997                                                     | 5.898.824                                                | 101,8                                                    | 58,0%                                                    |                                                          |
| 1998                                                     | 5.912.382                                                | 102,0                                                    | 58,0%                                                    |                                                          |
| 1999                                                     | 5.926.838                                                | 102,3                                                    | 58,0%                                                    |                                                          |
| 2000                                                     | 5.940.251                                                | 102,5                                                    | 58,0%                                                    |                                                          |
| 2001                                                     | 5.952.552                                                | 102,7                                                    | 58,0%                                                    |                                                          |
| 2002                                                     | 5.972.781                                                | 103,1                                                    | 57,9%                                                    |                                                          |
| 2003                                                     | 5.995.553                                                | 103,5                                                    | 57,9%                                                    |                                                          |
| 2004                                                     | 6.016.024                                                | 103,8                                                    | 57,9%                                                    |                                                          |
| 2005                                                     | 6.043.161                                                | 104,3                                                    | 57,9%                                                    |                                                          |
| 2006                                                     | 6.078.600                                                | 104,9                                                    | 57,8%                                                    |                                                          |
| 2007                                                     | 6.117.440                                                | 105,6                                                    | 57,8%                                                    |                                                          |
| 2008                                                     | 6.161.438                                                | 106,3                                                    | 57,8%                                                    |                                                          |
| 2009                                                     | 6.208.877                                                | 107,1                                                    | 57,7%                                                    |                                                          |
| 2010                                                     | 6.251.983                                                | 107,9                                                    | 57,7%                                                    |                                                          |
| 2011                                                     | 6.306.638                                                | 108,8                                                    | 57,6%                                                    |                                                          |
| 2012                                                     | 6.350.765                                                | 109,6                                                    | 57,6%                                                    |                                                          |
| 2013                                                     | 6.381.859                                                | 110,1                                                    | 57,5%                                                    |                                                          |
| 2014                                                     | 6.410.705                                                | 110,6                                                    | 57,5%                                                    |                                                          |
| 2015                                                     | 6.444.127                                                | 111,2                                                    | 57,5%                                                    |                                                          |
| 2016                                                     | 6.477.804                                                | 111,8                                                    | 57,5%                                                    |                                                          |
| 2017                                                     | 6.516.011                                                | 112,4                                                    | 57,6%                                                    |                                                          |
| 2018                                                     | 6.552.967                                                | 113,1                                                    | 57,6%                                                    |                                                          |
| 2019                                                     | 6.589.069                                                | 113,7                                                    | 57,6%                                                    |                                                          |
| 2020                                                     | 6.629.143                                                | 114,4                                                    | 57,7%                                                    |                                                          |
| 2021                                                     | 6.653.062                                                | 114,8                                                    | 57,8%                                                    |                                                          |
| 2022                                                     | 6.698.876                                                | 115,6                                                    | 57,8%                                                    |                                                          |
| 2023                                                     | 6.774.807                                                | 116,9                                                    | 57,9%                                                    |                                                          |
| 2024                                                     | 6.821.770                                                | 117,7                                                    | 58,0%                                                    |                                                          |

### Leeftijdspiramide

Bevolkingspiramide

### Centrumsteden
Het begrip centrumstad wijst in het Ruimtelijk Structuurplan van de Vlaamse Overheid op steden met een relatief hoog aantal inwoners ten aanzien van hun omgeving, en die er een centrale functie op uitoefenen op het vlak van onder andere werkgelegenheid, zorg, onderwijs, cultuur en ontspanning.
In totaal kregen 13 steden deze erkenning, waarvan de grootste Antwerpen en Gent zijn. Naar inwoners zijn twaalf van deze dertien ook de grootste steden van het Vlaams Gewest. Turnhout de kleinste centrumstad is naar inwoneraantal slechts de zestiende grootste (cijfers op 1 januari 2023) en wordt onder meer voorafgegaan door Vilvoorde dat sinds 2000 een sterke bevolkingsgroei kende en waarvoor het stadsbestuur vragende partij is om het statuut van centrumstad te verwerven.
| Rang | Gemeente     | Deel- gem. Aantal | Inwoners | Inwoners | Inwoners | Inwoners | Inwoners | Index | Index | Index | Index | Index | Opp. (km²) | Inw./ km² | 2021 Welv.- index | Provincie of gewest |
| Rang | Gemeente     | Deel- gem. Aantal | 1846     | 1900     | 1947     | 2000     | 2023     | 1846  | 1900  | 1947  | 2000  | 2023  | Opp. (km²) | Inw./ km² | 2021 Welv.- index | Provincie of gewest |
| ---- | ------------ | ----------------- | -------- | -------- | -------- | -------- | -------- | ----- | ----- | ----- | ----- | ----- | ---------- | --------- | ----------------- | ------------------- |
| 1    | Antwerpen    | 9                 | 118.682  | 383.557  | 526.396  | 446.525  | 538.910  | 100   | 323   | 444   | 376   | 454   | 204,51     | 2.635     | 88,0              | Antwerpen           |
| 2    | Gent         | 14                | 128.828  | 222.895  | 254.216  | 224.180  | 268.122  | 100   | 173   | 197   | 174   | 208   | 156,18     | 1.717     | 103,0             | Oost-Vlaanderen     |
| 3    | Brugge       | 8                 | 60.855   | 70.277   | 93.062   | 116.264  | 119.541  | 100   | 115   | 153   | 191   | 196   | 138,40     | 864       | 110,6             | West-Vlaanderen     |
| 4    | Leuven       | 5                 | 35.334   | 58.523   | 67.322   | 88.084   | 103.009  | 100   | 166   | 191   | 249   | 292   | 56,63      | 1.819     | 113,9             | Vlaams-Brabant      |
| 5    | Aalst        | 9                 | 32.910   | 50.500   | 73.147   | 84.859   | 90.068   | 100   | 153   | 222   | 232   | 274   | 78,12      | 1.153     | 105,0             | Oost-Vlaanderen     |
| 6    | Mechelen     | 6                 | 36.915   | 64.781   | 72.232   | 75.438   | 88.614   | 100   | 175   | 196   | 204   | 240   | 65,19      | 1.359     | 105,1             | Antwerpen           |
| 7    | Sint-Niklaas | 4                 | 29.966   | 42.672   | 57.846   | 68.290   | 81.138   | 100   | 142   | 193   | 228   | 271   | 83,80      | 968       | 96,6              | Oost-Vlaanderen     |
| 8    | Hasselt      | 8                 | 15.229   | 20.812   | 41.301   | 68.058   | 80.351   | 100   | 137   | 271   | 447   | 528   | 102,24     | 786       | 112,6             | Limburg             |
| 9    | Kortrijk     | 8                 | 35.144   | 50.540   | 65.179   | 74.790   | 79.980   | 100   | 144   | 185   | 213   | 225   | 80,02      | 987       | 104,4             | West-Vlaanderen     |
| 10   | Oostende     | 3                 | 16.022   | 41.547   | 56.514   | 67.279   | 72.175   | 100   | 259   | 353   | 420   | 450   | 37,72      | 1.913     | 98,8              | West-Vlaanderen     |
| 11   | Genk         | 1                 | 1.776    | 2.537    | 33.858   | 62.842   | 67.573   | 100   | 143   | 1.906 | 3.538 | 3.805 | 87,85      | 769       | 92,9              | Limburg             |
| 12   | Roeselare    | 4                 | 21.563   | 33.688   | 44.011   | 54.199   | 65.468   | 100   | 156   | 204   | 251   | 304   | 59,79      | 1.095     | 99,9              | West-Vlaanderen     |
| 16   | Turnhout     | 1                 | 14.396   | 20.887   | 32.135   | 38.596   | 46.923   | 100   | 145   | 223   | 268   | 326   | 56,06      | 837       | 92,8              | Antwerpen           |

## Verkeer en vervoer
De Vlaamse Vervoermaatschappij "De Lijn" is verantwoordelijk voor het vervoer per bus en tram binnen het Vlaamse Gewest. De NMBS verzorgt het treinverkeer in België. Het Vlaamse Gewest beheert ook de gewestwegen in Vlaanderen.